# 伯嬴
伯嬴（はくえい、生没年不詳）は、楚の平王の夫人で、昭王の母。

## 生涯
伯嬴は秦の哀公の娘として生まれた。平王2年（紀元前527年）、楚の平王は費無忌を秦に派遣して太子建の妃として伯嬴を迎えさせた。しかし費無忌は伯嬴の美しさをみて、平王に自ら彼女をめとるよう勧めた。平王はこれを聞き入れて伯嬴をめとった。伯嬴は熊珍（のちの昭王）を生んだ。
昭王10年（紀元前506年）、楚軍と呉軍が柏挙で戦い、呉が楚に勝利した。呉軍が楚の首都である郢に侵入し、昭王は随に逃亡した。呉王闔閭は郢の後宮にいた女性たちを手籠めにした。順番が伯嬴に回ってくると、伯嬴は刃を持って自殺の覚悟を示し、君王の節義を説いたので、闔閭は恥じ入って退出した。伯嬴はその乳母とともに宮中の門を閉ざし、衛兵にも武装解除させなかった。昭王11年（紀元前505年）、秦軍が救援にやってきて、呉軍は撤退し、昭王が郢に復帰した。